# Бистра (Румунія)
Бистра, Бистрий, Бістра (рум. Bistra) — село у повіті Марамуреш в Румунії. Адміністративний центр комуни Бістра.
Село розташоване на відстані 408 км на північ від Бухареста, 50 км на північний схід від Бая-Маре, 128 км на північ від Клуж-Напоки.

## Населення
За даними перепису населення 2002 року у селі проживали 1316 осіб.
Національний склад населення села:
| Національність | Кількість осіб | Відсоток |
| -------------- | -------------- | -------- |
| українці       | 1184           | 90,0%    |
| румуни         | 131            | 10,0%    |

Рідною мовою назвали:
| Мова       | Кількість осіб | Відсоток |
| ---------- | -------------- | -------- |
| українська | 1184           | 90,0%    |
| румунська  | 131            | 10,0%    |

## Культура
У 2017 році в селі пройшов фестиваль весняних обрядів "Гуцульська міра".